# أبو عبيدة (الجوادية)
أبو عبيدة قرية سورية تتبع ناحية الجوادية في منطقة المالكية التابعة لمحافظة الحسكة. بلغ عدد سكانها 433 نسمة عام 2004.
تقع على بعد 10 كم تقريبا إلى الشمال الغربي من مدينة الجوادية.